# Neuroprotesi
Le neuroprotesi sono dispositivi artificiali in grado di sostituire o migliorare specifiche funzioni del sistema nervoso. La disciplina che si occupa della progettazione e lo sviluppo di tali dispositivi è l'Ingegneria Biomedica, attraverso le competenze, in termini di comprensione dei fenomeni di funzionamento del sistema nervoso provenienti dalle Neuroscienze. 
La neuroprotesi più diffusa nel mondo è l'impianto cocleare, detto anche orecchio bionico: da una ricerca del 2006, si stima che circa 100.000 impianti cocleari vengano utilizzati nel mondo.

## Storia
Il primo impianto cocleare fu sviluppato nel 1957. Altre neuroprotesi di utilizzo comune sono le protesi motorie per la gestione del 'piede cadente', un segno spesso associato alla presenza di emiparesi, e gli impianti a carico del sistema lombare anteriore per facilitare l'alzata da una sedia . Gli stessi dispositivi di stimolazione elettrica funzionale possono  essere visti come neuroprotesi.
Per quanto riguarda l'impianto di elettrodi per la stimolazione cerebrale, il problema principale è associato all'affidabilità nel posizionamento degli elettrodi. Tali difficoltà sono state parzialmente superate utilizzando terminali come quelli utilizzati per la stimolazione cerebrale profonda, un trattamento che viene usato tipicamente per trattare il tremore.

## Protesi sensoriali

### Protesi visive
I primi esperimenti compiuti dai ricercatori attorno al 1940 venivano effettuati provando a stimolare elettricamente la corteccia visiva di soggetti non vedenti. In questo modo, si forniva ad essi la sensazione di stimolazioni visive attraverso la eccitazione di fosfeni.  Questo approccio è stato approfondito negli anni successivi, utilizzando elettrodi a filo ultrasottile. Le protesi visive realizzate con questo approccio sono chiamate impianti visivi corticali.

### Protesi  uditive
L'impianto cocleare, o orecchio bionico, è un dispositivo impiantabile che fornisce al paziente una sensazione acustica per pazienti ipo-udenti o non udenti. Diversamente dagli ausili per l'udito, un impianto cocleare non amplifica il suono, ma stimola direttamente il nervo acustico nella coclea, utilizzando impulsi elettrici. Per fare questo, un impianto cocleare `e composto da un microfono, un microprocessore per l'elaborazione del suono, ed un trasmettitore.

### Protesi per il sollievo del dolore
Attraverso la stimolazione della colonna dorsale su zone dedicate attraverso un generatore di impulsi impiantato, il paziente avverte una sensazione di formicolio che altera e diminuisce la percezione del dolore, 

## Protesi motorie
I dispositivi che migliorano le funzioni del Sistema nervoso autonomo includono la stimolazione della radice sacrale anteriore per il controllo della vescica, la stimolazione elettrica funzionale, e la stimolazione della radice anteriore lombare.

### Protesi motorie per il controllo di movimenti volontari
In questo campo, le neuroprotesi hanno come obiettivo la restituzione delle funzioni associate al movimento volontario, che possono essere compromesse per diverse patologie, come la tetraplegia, e la sclerosi laterale amiotrofica.
Attraverso l'impianto di microelettrodi sullo scalpo, è ad oggi possibile effettuare semplici funzioni cognitive quali muovere un cursore sullo schermo, o dare risposte binarie specifiche.
Per quanto riguarda l'utilizzo di tale informazione per l'esecuzione di movimenti, i ricercatori ad oggi sono interessati all'integrazione tra il campo delle Neuroprotesi e la Robotica per sviluppare sistemi ibridi che possano essere comandati attraverso le informazioni raccolte a livello del cervello, ad esempio arti robotici o macchine da indossare come l'esoscheletro. 
Per fare questo, spesso si sfruttano alias delle intenzioni motorie, poiché più semplici da decodificare.

## Protesi sensorimotorie
In questo caso, le neuroprotesi hanno il duplice obiettivo di raccogliere informazioni sensoriali eventualmente compromesse attraverso sensori, da utilizzare come input per un sistema di elaborazione in grado di decodificare tale informazione per l'attuazione. In questo senso, nel 2002, un impianto fu interfacciato direttamente con le fibre del nervo mediano del ricercatore Kevin Warwick, per comandare un braccio robotico in grado di simulare le azioni del braccio di Warwick, e fornire quindi una sensazione tattile attraverso l'impianto stesso. 

## Protesi cognitive
Una terza classe di neuroprotesi è quella delle protesi cognitive , in cui il dispositivo prova a restituire funzioni cognitive sostituendo, a livello funzionale, aree del cervello che siano state compromesse.